# Jevon Crudup
Jevon Crudup, (nacido el 27 de julio de 1972 en Kansas City, Kansas) es un exjugador de baloncesto estadounidense. Con 1.98 de estatura, su puesto natural en la cancha era el de ala-pívot.